# Segunda División de España 1954-55
La temporada 1954–55 de la Segunda División de España de fútbol corresponde a la 24ª edición del campeonato y se disputó entre el 12 de septiembre de 1954 y el 10 de abril de 1955 en su fase regular. Posteriormente se disputó la fase de ascenso entre el 24 de abril y el 26 de junio.
Los campeones de Segunda División fueron la Cultural y Deportiva Leonesa y el Real Murcia.

## Sistema de competición
La Segunda División de España 1954/55 fue organizada por la Federación Española de Fútbol (RFEF).
El campeonato contó con la participación de 32 clubes divididos en dos grupos de 16 equipos cada uno, agrupándose por criterios de proximidad geográfica, y se disputó siguiendo un sistema de liga, de modo que los 16 equipos de cada grupo se enfrentaron entre sí, todos contra todos en dos ocasiones -una en campo propio y otra en campo contrario- sumando un total de 30 jornadas. El orden de los encuentros se decidió por sorteo antes de empezar la competición.
Se estableció una clasificación con arreglo a los puntos obtenidos en cada enfrentamiento, a razón de dos por partido ganado, uno por empatado y ninguno en caso de derrota. En caso de empate a puntos entre dos o más clubes en la clasificación, se tuvo en cuenta el mayor cociente de goles. 
Los primeros clasificados de cada grupo ascendieron directamente a Primera División, mientras que los segundos y terceros clasificados pasaron a la Fase de Ascenso, consistente en una liguilla, disputada también a doble partido a la que se unieron el tercer y cuarto peor equipos clasificados de Primera División. Se aplicaron los mismos criterios de puntuación que en la liga regular. Los dos primeros clasificados al término de las diez jornadas lograban la permanencia o el ascenso a Primera División según el caso, mientras que el resto descendía a Segunda División o no lograba el ascenso.
Los dos últimos clasificados de cada grupo descendieron directamente a Tercera División.

## Clubes participantes
| Datos de ascensos y descensos con respecto a la temporada anterior |
| --- |
| Atlético Osasuna, Real Jaén CF, Real Oviedo CF y Real Gijón descienden de Primera División. Deportivo Alavés, UD Las Palmas, CD Málaga y Hércules CF ascienden a Primera División. CD Alcoyano, SD Escoriaza, Gimnástica de Torrelavega, RCD Mallorca, UD Melilla, CD Mestalla y UD Salamanca descienden a Tercera División. Real Betis, CF Extremadura, Levante UD, CD Juvenil, CD San Fernando, Club Sestao y CD Tarrasa ascienden a Segunda División. |

### Grupo I
| Equipo                                | Ciudad      | Estadio           |
| ------------------------------------- | ----------- | ----------------- |
| Real Avilés Club de Fútbol            | Avilés      | Las Arobias       |
| Club Deportivo Baracaldo Altos Hornos | Baracaldo   | Lasesarre         |
| Caudal Deportivo                      | Mieres      | El Batán          |
| Cultural y Deportiva Leonesa          | León        | El Ejido          |
| Sociedad Deportiva Eibar              | Éibar       | Ipurúa            |
| Sección Deportiva España Industrial   | Barcelona   | Les Corts         |
| Club Ferrol                           | Ferrol      | Manuel Rivera     |
| Real Gijón                            | Gijón       | El Molinón        |
| Club Deportivo Juvenil                | La Coruña   | Riazor            |
| Círculo Popular de La Felguera        | La Felguera | La Barraca        |
| Unión Deportiva Lérida                | Lérida      | Campo de Deportes |
| Club Deportivo Logroñés               | Logroño     | Las Gaunas        |
| Club Atlético Osasuna                 | Pamplona    | San Juan          |
| Real Oviedo Club de Fútbol            | Oviedo      | Buenavista        |
| Club Sestao                           | Sestao      | Las Llanas        |
| Real Zaragoza Club Deportivo          | Zaragoza    | Torrero           |

### Grupo II
| Equipo                                     | Ciudad                    | Estadio                   |
| ------------------------------------------ | ------------------------- | ------------------------- |
| Club Atlético Tetuán                       | Tetuán                    | Sania Ramel               |
| Club Deportivo Badajoz                     | Badajoz                   | El Vivero                 |
| Real Betis Balompié                        | Sevilla                   | Heliópolis                |
| Club Deportivo Castellón                   | Castellón de la Plana     | Castalia                  |
| Unión Deportiva España                     | Tánger                    | Stadium Municipal         |
| Club de Fútbol Extremadura                 | Almendralejo              | Francisco de la Hera      |
| Granada Club de Fútbol                     | Granada                   | Los Cármenes              |
| Real Jaén Club de Fútbol                   | Jaén                      | La Victoria               |
| Jerez Club Deportivo                       | Jerez de la Frontera      | Domecq                    |
| Levante Unión Deportiva                    | Valencia                  | Vallejo                   |
| Real Balompédica Linense                   | La Línea de la Concepción | San Bernardo              |
| Club Real Murcia                           | Murcia                    | La Condomina              |
| Centro de Deportes Sabadell Club de Fútbol | Sabadell                  | Cruz Alta                 |
| Club Deportivo San Fernando                | San Fernando              | Marqués de Varela         |
| Club Deportivo Tarrasa                     | Tarrasa                   | Obispo Irurita            |
| Club Deportivo Tenerife                    | Santa Cruz de Tenerife    | Heliodoro Rodríguez López |

## Primera fase

### Grupo I

#### Clasificación
| Pos. | Equipo                       | Pts. | PJ | G  | E  | P  | GF | GC | Dif. | Clasificación               |
| ---- | ---------------------------- | ---- | -- | -- | -- | -- | -- | -- | ---- | --------------------------- |
| 1    | Cultural Leonesa (C, A)      | 40   | 30 | 18 | 4  | 8  | 68 | 38 | +30  | Ascenso a Primera División  |
| 2    | Real Oviedo C. F.            | 39   | 30 | 18 | 3  | 9  | 61 | 33 | +28  | Acceso a Fase de ascenso    |
| 3    | Real Zaragoza C. D.          | 39   | 30 | 18 | 3  | 9  | 69 | 41 | +28  | Acceso a Fase de ascenso    |
| 4    | Real Gijón                   | 38   | 30 | 15 | 8  | 7  | 50 | 34 | +16  |                             |
| 5    | C. D. Logroñés               | 36   | 30 | 15 | 6  | 9  | 52 | 43 | +9   |                             |
| 6    | C. D. Baracaldo Altos Hornos | 33   | 30 | 15 | 3  | 12 | 47 | 42 | +5   |                             |
| 7    | C. P. La Felguera            | 30   | 30 | 11 | 8  | 11 | 41 | 45 | −4   |                             |
| 8    | S. D. Eibar                  | 29   | 30 | 13 | 3  | 14 | 54 | 51 | +3   |                             |
| 9    | C. A. Osasuna                | 29   | 30 | 12 | 5  | 13 | 56 | 57 | −1   |                             |
| 10   | U. D. Lérida                 | 27   | 30 | 10 | 7  | 13 | 41 | 56 | −15  |                             |
| 11   | S. D. España Industrial      | 26   | 30 | 9  | 8  | 13 | 46 | 45 | +1   |                             |
| 12   | Club Ferrol                  | 24   | 30 | 9  | 6  | 15 | 35 | 59 | −24  |                             |
| 13   | Caudal Deportivo             | 24   | 30 | 8  | 8  | 14 | 49 | 59 | −10  |                             |
| 14   | Club Sestao                  | 23   | 30 | 8  | 7  | 15 | 45 | 56 | −11  |                             |
| 15   | Real Avilés C. F. (D)        | 23   | 30 | 10 | 3  | 17 | 50 | 60 | −10  | Descenso a Tercera División |
| 16   | C. D. Juvenil (D)            | 20   | 30 | 5  | 10 | 15 | 40 | 85 | −45  | Descenso a Tercera División |

 Fuente: BDFutbol
Criterios de clasificación: Puntos · Diferencia de goles · Goles a favor · Play-off

#### Resultados
| Local \ Visitante            | AVI | BAR | CAU | CUL | EIB | ESI | FER | GIJ | JUV | FEL | LER | LOG | OSA | OVI | SES | ZAR |
| ---------------------------- | --- | --- | --- | --- | --- | --- | --- | --- | --- | --- | --- | --- | --- | --- | --- | --- |
| Real Avilés C. F.            | —   | 1–3 | 2–0 | 2–0 | 4–0 | 1–0 | 1–3 | 3–0 | 5–3 | 4–1 | 0–0 | 1–4 | 4–0 | 1–2 | 1–1 | 4–2 |
| C. D. Baracaldo Altos Hornos | 0–1 | —   | 4–1 | 4–0 | 4–0 | 2–1 | 3–2 | 1–0 | 5–0 | 2–0 | 2–3 | 1–0 | 1–0 | 2–1 | 2–3 | 0–2 |
| Caudal Deportivo             | 4–2 | 3–0 | —   | 0–5 | 4–0 | 2–3 | 0–1 | 1–5 | 4–0 | 2–3 | 4–1 | 5–1 | 5–1 | 0–0 | 2–1 | 0–0 |
| Cultural Leonesa             | 3–2 | 1–1 | 5–2 | —   | 4–0 | 6–1 | 4–0 | 1–0 | 4–1 | 3–0 | 5–2 | 1–0 | 2–0 | 2–0 | 1–0 | 5–1 |
| S. D. Eibar                  | 5–1 | 1–1 | 4–1 | 4–0 | —   | 3–1 | 3–0 | 3–1 | 6–3 | 1–1 | 4–1 | 0–1 | 3–0 | 3–1 | 0–1 | 1–2 |
| S. D. España Industrial      | 1–0 | 0–0 | 0–0 | 2–1 | 4–0 | —   | 4–1 | 4–2 | 5–1 | 1–3 | 1–1 | 4–0 | 3–3 | 2–3 | 0–0 | 1–2 |
| Club Ferrol                  | 1–0 | 0–1 | 3–1 | 1–0 | 3–2 | 2–0 | —   | 1–1 | 0–0 | 0–0 | 1–1 | 0–2 | 2–0 | 0–3 | 3–2 | 1–4 |
| Real Gijón                   | 1–0 | 2–0 | 1–1 | 0–0 | 2–1 | 2–1 | 3–1 | —   | 2–2 | 1–1 | 3–0 | 2–0 | 3–0 | 4–3 | 5–2 | 1–0 |
| C. D. Juvenil                | 4–3 | 1–2 | 1–1 | 2–4 | 0–1 | 1–1 | 1–1 | 1–1 | —   | 1–1 | 3–0 | 2–2 | 3–2 | 2–1 | 1–1 | 3–2 |
| C. P. La Felguera            | 4–2 | 4–0 | 2–0 | 1–1 | 1–0 | 2–1 | 0–0 | 0–1 | 1–1 | —   | 5–1 | 1–1 | 1–0 | 0–2 | 3–0 | 2–1 |
| U. D. Lérida                 | 3–2 | 2–0 | 1–1 | 0–0 | 2–0 | 1–4 | 3–0 | 0–0 | 3–1 | 2–0 | —   | 1–1 | 4–1 | 1–2 | 4–0 | 0–2 |
| C. D. Logroñés               | 0–0 | 3–1 | 4–1 | 2–1 | 1–3 | 2–0 | 6–1 | 3–1 | 3–1 | 3–1 | 2–1 | —   | 1–1 | 2–1 | 3–2 | 2–1 |
| C. A. Osasuna                | 5–1 | 3–2 | 3–3 | 4–1 | 2–2 | 1–0 | 4–3 | 2–1 | 7–1 | 2–1 | 5–1 | 1–0 | —   | 1–2 | 4–0 | 3–1 |
| Real Oviedo C. F.            | 1–0 | 4–0 | 3–0 | 3–1 | 2–1 | 0–0 | 3–2 | 1–2 | 5–0 | 4–0 | 2–0 | 5–1 | 0–0 | —   | 4–0 | 3–0 |
| Club Sestao                  | 3–0 | 1–2 | 1–1 | 1–3 | 0–3 | 1–1 | 3–1 | 0–2 | 6–0 | 4–1 | 1–2 | 1–1 | 4–0 | 3–0 | —   | 1–1 |
| Real Zaragoza C. D.          | 6–2 | 2–1 | 2–0 | 2–4 | 3–0 | 2–0 | 4–1 | 1–1 | 6–0 | 4–1 | 4–0 | 2–1 | 2–1 | 3–0 | 5–2 | —   |

### Grupo II

#### Clasificación
| Pos. | Equipo               | Pts. | PJ | G  | E | P  | GF | GC | Dif. | Clasificación               |
| ---- | -------------------- | ---- | -- | -- | - | -- | -- | -- | ---- | --------------------------- |
| 1    | Real Murcia (C, A)   | 40   | 30 | 19 | 2 | 9  | 83 | 39 | +44  | Ascenso a Primera División  |
| 2    | Atlético de Tetuán   | 39   | 30 | 16 | 7 | 7  | 56 | 33 | +23  | Acceso a Fase de ascenso    |
| 3    | Granada C. F.        | 38   | 30 | 17 | 4 | 9  | 54 | 25 | +29  | Acceso a Fase de ascenso    |
| 4    | U. D. España         | 37   | 30 | 15 | 7 | 8  | 56 | 47 | +9   |                             |
| 5    | Real Betis           | 34   | 30 | 14 | 6 | 10 | 48 | 47 | +1   |                             |
| 6    | Jerez C. D.          | 32   | 30 | 13 | 6 | 11 | 60 | 49 | +11  |                             |
| 7    | Real Jaén C. F.      | 32   | 30 | 12 | 8 | 10 | 69 | 58 | +11  |                             |
| 8    | C. D. Badajoz        | 31   | 30 | 14 | 3 | 13 | 51 | 60 | −9   |                             |
| 9    | C. D. Tenerife       | 29   | 30 | 14 | 1 | 15 | 51 | 47 | +4   |                             |
| 10   | C. D. Sabadell C. F. | 28   | 30 | 11 | 6 | 13 | 51 | 54 | −3   |                             |
| 11   | C. F. Extremadura    | 28   | 30 | 12 | 4 | 14 | 54 | 69 | −15  |                             |
| 12   | C. D. Castellón      | 27   | 30 | 12 | 3 | 15 | 50 | 57 | −7   |                             |
| 13   | C. D. San Fernando   | 26   | 30 | 10 | 6 | 14 | 57 | 69 | −12  |                             |
| 14   | C. D. Tarrasa        | 25   | 30 | 11 | 3 | 16 | 52 | 64 | −12  |                             |
| 15   | Levante U. D. (D)    | 19   | 30 | 8  | 3 | 19 | 51 | 65 | −14  | Descenso a Tercera División |
| 16   | R. B. Linense (D)    | 15   | 30 | 6  | 3 | 21 | 37 | 97 | −60  | Descenso a Tercera División |

 Fuente: BDFutbol
Criterios de clasificación: Puntos · Diferencia de goles · Goles a favor · Play-off

#### Resultados
| Local \ Visitante    | ATT | BAD | BET | CAS | ESP | EXT | GRA | JAE | JER | LEV | LIN | MUR | SAB | SFE | TAR | TEN |
| -------------------- | --- | --- | --- | --- | --- | --- | --- | --- | --- | --- | --- | --- | --- | --- | --- | --- |
| Atlético de Tetuán   | —   | 4–1 | 3–4 | 2–1 | 0–0 | 6–0 | 0–0 | 3–2 | 1–1 | 2–1 | 3–0 | 2–1 | 2–1 | 3–0 | 6–2 | 4–0 |
| C. D. Badajoz        | 1–0 | —   | 1–0 | 3–0 | 1–1 | 0–1 | 0–0 | 3–1 | 2–1 | 2–1 | 5–1 | 3–0 | 5–0 | 1–0 | 4–1 | 3–1 |
| Real Betis           | 2–1 | 2–0 | —   | 2–1 | 0–1 | 1–0 | 3–1 | 1–1 | 3–1 | 1–0 | 5–0 | 1–3 | 3–2 | 0–0 | 4–1 | 2–0 |
| C. D. Castellón      | 0–1 | 1–1 | 4–0 | —   | 3–3 | 4–3 | 1–0 | 5–0 | 2–2 | 1–0 | 2–0 | 2–0 | 4–0 | 5–1 | 2–1 | 2–1 |
| U. D. España         | 0–0 | 5–1 | 3–1 | 1–0 | —   | 7–0 | 1–0 | 2–2 | 3–1 | 4–2 | 1–1 | 3–0 | 2–0 | 3–1 | 2–1 | 2–0 |
| C. F. Extremadura    | 0–2 | 2–0 | 0–0 | 3–2 | 8–1 | —   | 3–2 | 2–1 | 1–1 | 5–2 | 6–1 | 1–1 | 2–0 | 1–0 | 4–2 | 2–0 |
| Granada C. F.        | 0–1 | 1–0 | 3–1 | 1–0 | 2–0 | 4–1 | —   | 3–1 | 1–0 | 4–0 | 3–1 | 3–1 | 4–1 | 4–0 | 3–1 | 3–0 |
| Real Jaén C. F.      | 4–0 | 3–1 | 1–1 | 5–1 | 6–4 | 2–0 | 0–0 | —   | 4–1 | 5–1 | 9–1 | 3–1 | 1–1 | 3–3 | 0–0 | 3–1 |
| Jerez C. D.          | 1–0 | 3–1 | 3–0 | 4–1 | 2–3 | 3–1 | 1–0 | 9–1 | —   | 3–2 | 5–2 | 0–2 | 1–1 | 5–1 | 4–1 | 3–1 |
| Levante U. D.        | 2–2 | 5–1 | 1–4 | 1–2 | 1–1 | 6–1 | 2–3 | 2–0 | 1–0 | —   | 3–0 | 1–3 | 2–1 | 3–4 | 6–1 | 1–2 |
| R. B. Linense        | 1–3 | 2–4 | 0–1 | 2–1 | 2–1 | 3–3 | 0–4 | 2–5 | 1–2 | 2–0 | —   | 1–1 | 4–0 | 3–2 | 3–0 | 1–5 |
| Real Murcia          | 3–0 | 6–1 | 4–1 | 5–1 | 3–0 | 4–0 | 3–2 | 1–2 | 3–1 | 5–0 | 8–1 | —   | 3–0 | 8–2 | 4–1 | 4–0 |
| C. D. Sabadell C. F. | 2–2 | 8–2 | 4–0 | 5–1 | 0–2 | 3–0 | 0–0 | 3–0 | 2–0 | 1–1 | 2–0 | 3–1 | —   | 3–2 | 1–0 | 4–1 |
| C. D. San Fernando   | 1–1 | 2–1 | 2–2 | 2–0 | 4–0 | 3–2 | 0–3 | 3–3 | 1–1 | 3–1 | 6–1 | 1–3 | 5–1 | —   | 4–0 | 3–1 |
| C. D. Tarrasa        | 2–1 | 6–1 | 1–1 | 4–1 | 2–0 | 5–2 | 1–0 | 2–1 | 1–1 | 1–3 | 5–0 | 1–2 | 3–1 | 3–1 | —   | 3–0 |
| C. D. Tenerife       | 0–1 | 1–2 | 5–2 | 4–0 | 3–0 | 3–0 | 2–0 | 1–0 | 6–0 | 1–0 | 2–1 | 2–0 | 1–1 | 4–0 | 2–0 | —   |

## Fase de ascenso
En la fase de ascenso jugaron Real Oviedo CF y Real Zaragoza CD del Grupo I; Atlético Tetuán y Granada CF del Grupo II; y RCD Español y Real Sociedad como equipos de Primera División. Los dos primeros clasificados jugarían en Primera División la siguiente temporada, el resto lo harían en Segunda División.

### Clasificación
| Pos. | Equipo             | Pts. | PJ | G | E | P | GF | GC | Dif. | Clasificación                 |
| ---- | ------------------ | ---- | -- | - | - | - | -- | -- | ---- | ----------------------------- |
| 1    | R. C. D. Español   | 15   | 10 | 7 | 1 | 2 | 17 | 8  | +9   | Permanece en Primera División |
| 2    | Real Sociedad      | 13   | 10 | 6 | 1 | 3 | 20 | 14 | +6   | Permanece en Primera División |
| 3    | Real Oviedo C. F.  | 11   | 10 | 5 | 1 | 4 | 22 | 20 | +2   |                               |
| 4    | Atlético de Tetuán | 10   | 10 | 4 | 2 | 4 | 17 | 15 | +2   |                               |
| 5    | Real Zaragoza      | 6    | 10 | 3 | 0 | 7 | 13 | 17 | −4   |                               |
| 6    | Granada C. F.      | 5    | 10 | 2 | 1 | 7 | 13 | 28 | −15  |                               |

 Fuente: Resultados Fútbol
Criterios de clasificación: Puntos · Diferencia de goles · Goles a favor · Play-off

### Resultados
| Local \ Visitante   | ATT | ESP | GRA | OVI | RSO | ZAR |
| ------------------- | --- | --- | --- | --- | --- | --- |
| Atlético Tetuán     | —   | 1–2 | 4–0 | 2–3 | 2–2 | 2–0 |
| R. C. D. Español    | 4–1 | —   | 0–0 | 1–0 | 1–2 | 1–0 |
| Granada C. F.       | 3–1 | 1–3 | —   | 2–3 | 1–2 | 3–1 |
| Real Oviedo C. F.   | 0–0 | 1–3 | 6–2 | —   | 1–0 | 6–0 |
| Real Sociedad       | 1–2 | 2–1 | 6–1 | 3–1 | —   | 0–2 |
| Real Zaragoza C. F. | 0–2 | 0–1 | 2–0 | 7–0 | 1–2 | —   |

## Resumen
Campeones de Segunda División:
| - Cultural y Deportiva Leonesa | - Club Real Murcia |

Ascienden a Primera División:
| - Cultural y Deportiva Leonesa | - Club Real Murcia |

Descienden a Tercera División: 
| - Real Avilés CF | - Club Deportivo Juvenil | - Levante Unión Deportiva | - Real Balompédica Linense |